# Euclid Network
 (décembre 2021).
Euclid Network (EN) est un réseau européen d'organisations qui soutiennent les entrepreneurs sociaux. Les membres sont basés dans 21 pays et représentent plus de 100 000 organisations à l'intérieur et à l'extérieur de l'Europe. EN est un partenaire stratégique de la Commission européenne et un observateur auprès du Groupe de travail des Nations Unies sur l'économie sociale et solidaire (UNTFSSE).

## Histoire
Le réseau a été lancé à Paris en mars 2007 à la suite d'une initiative conjointe de trois organismes de coordination de la société civile à travers l'Europe ; Acevo au Royaume-Uni, Ideell Arena en Suède et le Centre des jeunes, des dirigeants, des acteurs de l’économie sociale et solidaire en France.
La directrice exécutive d'Euclid Network est Suzanne Wisse-Huiskes. Les bureaux de l'association sont situés à La Haye, aux Pays -Bas,.

## Objectifs
Euclid Network poursuit des objectifs de formation professionnelle, de bonne gouvernance, de partenariat à impact social et de financement durable
Ils offrent des cours de formation formels, des opportunités d'apprentissage par les pairs et un apprentissage en ligne par les technologies de l'éducation. En outre, ils ont introduit une gamme de nouvelles méthodologies telles que l'observation au poste de travail.
La plus grande préoccupation de la plupart des membres est le financement. Euclid Network a deux objectifs clés dans ce domaine : ils souhaitent augmenter l'efficience et l'efficacité des sources de financement existantes - dont certaines sont trop bureaucratiques et étouffent l'innovation et les bonnes pratiques - et augmenter le financement disponible pour ses membres. L'autre activité principale sur laquelle Euclid Network se concentre dans ce domaine, permet aux membres d'explorer une gamme de sources de revenus et de nouveaux partenariats pour diversifier leurs sources de revenus et augmenter la viabilité financière de leurs organisations.

## Projets actuels
Les activités du projet comprennent des recherches approfondies, des master classes de formation des formateurs et des conférences.
Euclid Network accueille l'EN Impact Summit tous les deux ans. L'EN Impact Summit 2020 s'est tenu à La Haye, aux Pays-Bas. 
Les projets actuels du réseau comprennent :

### MedUP !
MedUP ! est un programme de promotion de l'entrepreneuriat social dans la région méditerranéenne. Le projet est mené par Oxfam en partenariat avec Euclid Network, Diesis et Impact Hub International. Les partenaires sud méditerranéen comprennent le Centre tunisien pour l'entrepreneuriat social, ENACTUS au Maroc, JOHUD de Jordanie, PARC en Palestine et SEKEM d'Égypte.
Le projet vise à accroître l'inclusion économique et l'emploi dans les pays ciblés en : 
- promouvant les initiatives politiques et de plaidoyer nationaux et transnationales et l'interaction public-privé pour favoriser des environnements réglementaires et politiques ;
- renforcer 60 entreprises sociales par le biais d'activités de renforcement des capacités et de mise en réseau ;
- fournir un soutien financier et technique à 100 entreprises sociales[10].

Pour MedUP!, Euclid Network est chargé de cartographier l'écosystème de chaque pays en termes de politiques d'entreprise sociale, d'identifier les forces et besoins des organisations de soutien aux entreprises sociales préexistantes et potentielles, ainsi que d'identifier les entrepreneurs sociaux qui réussissent. Euclid Network facilitera deux séries d'échanges entre pairs pour les organisations de soutien aux entreprises sociales de l'UE à la région MENA et vice versa.
Le premier cycle d'échanges entre pairs, de l'UE vers la région MENA, a eu lieu en janvier et février 2020. L'échange des pairs MENA avec l'UE n'a pas encore eu lieu.

### Programme de l'UE pour l'emploi et l'innovation sociale (EaSI)
Le programme EaSI fournit un financement de l'UE pour promouvoir l'emploi durable, garantir la protection sociale, lutter contre l'exclusion et la pauvreté et améliorer les conditions de travail. Euclid Network est l'un des cinq réseaux européens qui ont été sélectionnés pour diriger l'aspect entreprise sociale d'EaSI. L'axe entrepreneuriat social du programme EaSI apporte un soutien sous forme de microcrédits ou de financement aux entrepreneurs ou de financement aux entreprises sociales.
Dans le cadre d'EaSI, Euclid Network œuvre pour soutenir et renforcer ces entreprises sociales et leurs structures d'accompagnement, qu'il s'agisse de fédérations nationales, de réseaux, d'accélérateurs ou d'incubateurs qui pourraient bénéficier des investissements EaS.
Le Réseau Euclid a développé deux outils et ressources importants à l'appui de son objectif d'accroître le financement social. Ceux-ci incluent une boîte à outils de financement de l'UE et un centre de connaissances,.

### Échanges entre pairs
Le programme Euclid Network Peer Exchange est un moyen par lequel les leaders de l'impact social à travers l'Europe et la Russie peuvent créer des liens entre le secteur de l'entreprise sociale et la société civile. Pour chaque échange entre pairs (PeerEx), Euclid Network met en relation des participants de différents pays pour travailler, en face à face, au sein d'un groupe plus large. Certains aspects du programme sont guidés, mais l'accent est mis sur le fait de permettre aux pairs de travailler ensemble de toutes les manières qui leur sont utiles.
Des échanges de pairs antérieurs ont eu lieu entre Royaume-Uni et la Russie, le Royaume-Uni et le Kosovo, le Royaume-Uni et la Pologne, le Royaume-Uni et la Macédoine du Nord, et PeerEx TransAtlantic avec des participants des États-Unis, du Royaume-Uni et de Hongrie.

### Programme d'échange et de développement des entrepreneurs sociaux (SEEDplus)
Le programme d'échange et de développement d'entrepreneurs sociaux est un programme financé par l'UE et conçu pour aider à développer les entreprises sociales en Europe en mettant en relation les futurs entrepreneurs européens, ceux qui débutent ou qui n'ont que quelques années d'expérience, avec des entrepreneurs plus expérimentés, appelés entrepreneurs d'accueil.
Le programme est un échange transfrontalier au cours duquel les jeunes entrepreneurs peuvent passer entre un et six mois à observer un autre entrepreneur social dans un pays de l'UE participant. Le programme est entièrement financé par une subvention de la Commission européenne et ne coûte donc rien à la participation du jeune entrepreneur ou de l'entrepreneur d'accueil.
Entre autres organisations, Euclid Network est un point de contact pour les nouveaux entrepreneurs et les entrepreneurs d'accueil aux Pays-Bas.

## Projets passés
De nombreux projets passés d'Euclid Network se sont concentrés sur le développement et la connexion des leaders du tiers secteur en Europe centrale et orientale et dans les Balkans occidentaux.
Les actions passées mises en œuvre par le réseau Euclid incluent MY-Way : Web Enterprise, Responsible Industry, Innovative Social Investment (INNOSI), Social Innovation Europe (SIE), Social Entrepreneurs Exchange & Development for la région euro-méditerranéenne,,  EU3leader, et Wego : Women's Enterprise.

## Financement
Euclid Network reçoit un financement de l'Union européenne via un accord-cadre de partenariat 2018-21 dans le cadre du programme EaSI.